# Ingenuino Dallago
Ingenuino Dallago , dit Ino, né le 16 mars 1910 à Cortina d'Ampezzo, où il est décédé le 9 juillet 1999, est un sauteur à ski italien et coureur du combiné nordique.

## Biographie
Dallago est membre du ski club de Cortina.
En 1931, il devient le champion d'Italie de saut à ski. En 1932, il participe aux Jeux olympiques de Lake Placid en saut à ski sur tremplin normal et à la compétition de combiné nordique. Dans cette première compétition, il termine 16e avec 194,9 points. Dans la première série, il saute à 58,5 m et obtient 101,4 points, ce qui le place à la onzième position, alors que dans la seconde, sa distance est de 53 m, ce qui lui a donné 93,5 points et le 22e rang de la série.
Dans l'épreuve de combiné, Dallago est arrivé 17e avec 346 points. Lors de la course de fond, sur 18 km, l’Italien a pris la 23e place avec un temps de 1:46:29 s, alors qu’il est 16e dans les sauts avec un score de 196,0 points : dans la première série, il avait sauté 47,5 m et dans la seconde 52 m.
En 1933, il devient vice-champion d'Italie de combiné.